# العملية مريخ
العملية مريخ (بالروسية: операция Марс) هي الاسم الرمزى لعملية الهجومية الثانية رجيف-Sychevka (بالروسية: Вторая Ржевско-Сычёвская наступательная операция) التي أطلقتها القوات السوفيتية ضد القوات الألمانية النازية أثناء الحرب العالمية الثانية. وقد وقعت ما بين 25 نوفمبر و20 ديسمبر 1942 في جميع أنحاء البارزة رجيف في محيط موسكو، انتهت في 20 ديسمبر 1942. بانتصر ألمانيا وفشل العملية السوفيتية.

## وصف العملية
كان الهجوم عملية مشتركة من الجبهة الغربية السوفياتي وجبهة كالينين تنسقها جورجي جوكوف. وكان هجوم واحد في سلسلة من الاشتباكات الدموية ولا سيما التي تعرف في تاريخها السوفيتية والروسية معارك رجيف الذي وقع قرب رجيف، Sychevka وفيازما بين يناير 1942 ومارس 1943. تم وصف هذه المعارك بأسم «رجيف مفرمة اللحم» ("Ржевская мясорубка") نتيجة خسائرهم كبيرة خاصة على الجانب السوفياتي. لسنوات عديدة كان هبط إلى حاشية في التاريخ العسكري السوفياتي.